# Crocodile des Philippines
Crocodylus mindorensis
Espèce
Statut de conservation UICN

 CR A1c, C2a : 
En danger critique
Statut CITES
Crocodylus mindorensis, le Crocodile des Philippines, est une espèce de crocodiliens de la famille des Crocodylidae.

## Répartition

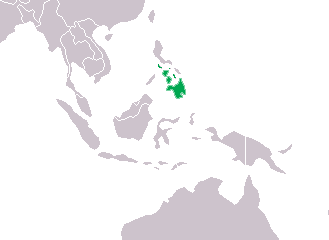
Distribution

Cette espèce est endémique des Philippines, dispersée dans les différentes îles qui composent l'état philippin. Comme beaucoup d'autres espèces, son milieu de vie subit de nombreuses pressions du fait des activités anthropiques, de sorte qu'on ne la rencontre plus que sur l'île de Luzon (dans le parc naturel du nord de la Sierra Madre, dans les provinces de San Mariano et Abra), sur l'île de Dalupiri, dans l'archipel des îles Babuyan, sur l'île de Mindanao (marais de Ligawasan, lac Sebu, rivière Pulangi), sur l'île de Siargao. Le crocodile philippin a disparu des îles de Jolo, Busuanga, Masbate, Negros, et Samar.

## Description

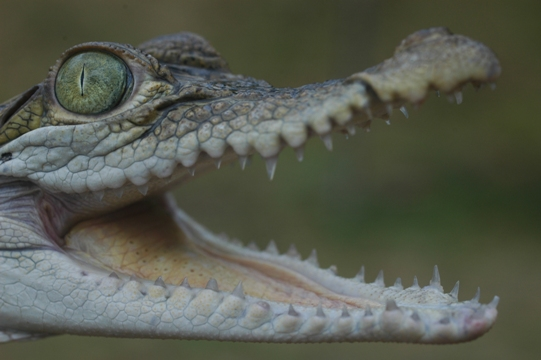
Crocodile des Philippines

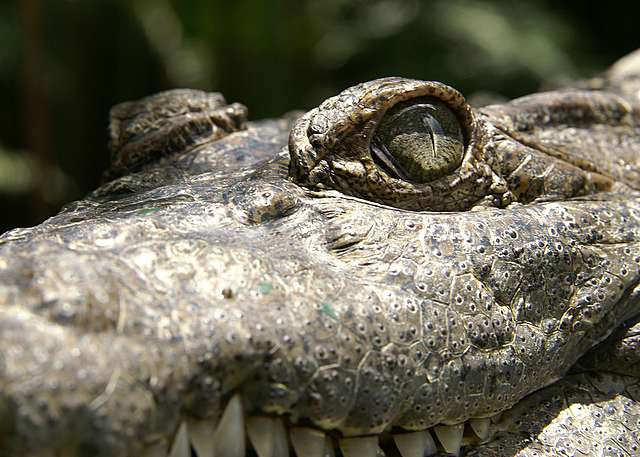
Crocodile des Philippines

Le crocodile philippin est une petite espèce. Il peut atteindre une taille de 3 m et une centaine de kilo pour les mâles (record pour un spécimen captif de 3,5 m et 210 kg ); les femelles sont plus petites. La coloration de sa cuirasse est brun-dorée chez les jeunes, puis s'assombrit à la maturité sexuelle, ce qui correspond à des individus de 1,5 mètres et 15 kg pour les deux sexes.
Le museau de l'adulte est relativement large et son dos est recouvert d'épaisses plaques osseuses.
L'espèce se nourrit  d'invertébrés aquatiques (Crustacés, vers) et de petits vertébrés (poissons, reptiles, oiseaux).  Le parc zoologique de Washington (Smithsonian's national zoo) nourrit ses individus avec des granulés (aliments reconstitués) et des rats.

## Reproduction
La reproduction du crocodile philippin a lieu durant la saison sèche. Après l'accouplement, la femelle construit un nid composé de brindilles et feuilles, mélangés avec de la terre; .elle peut également creuser un trou dans lequel elle dépose entre sept et 30 œufs qui éclosent après une période d'incubation de 65 à 85 jours.
Contrairement à la majorité des autres espèces de crocodiles, la femelle et le mâle se relayent activement pour garder le nid. Mais comme la plupart des espèces, le sexe des individus est déterminé par la température d'incubation (TDS).

## Conservation
Bien que l'on ignore encore beaucoup de choses de son écologie et de sa répartition exacte, cette espèce est clairement en grand danger. La surexploitation commerciale dont elle a été victime ainsi que la dégradation de son habitat sont les principales causes de son déclin.
En 1992, on estimait les effectifs de l'espèce à moins de 1 000 individus dans la nature, chiffre revu à la baisse trois ans plus tard à moins de 200 individus. Des programmes d'élevage et de réintroduction sont actuellement entrepris.

## Classification
Cette espèce a été parfois considérée comme une sous-espèce de Crocodylus porosus ou C. novaeguineae.

## Étymologie
Le nom de l'espèce vient de Mindoro (une île des Philippines) et du suffixe ensis (venant de).

## Publication originale
- Schmidt, 1935 : A new crocodile from the Philippine Islands. Field Museum of Natural History, Zoological Series, Chicago, vol. 20, n. 8, p. 67-70 (texte intégral).